# آرشي فريدريك كولينز
آرشي فريدريك كولينز (بالإنجليزية: Archie Frederick Collins)‏ هو كاتب أمريكي، ولد في 8 يناير 1869 في ساوث بند في الولايات المتحدة، وتوفي في 3 يناير 1952 في ناياك في الولايات المتحدة.